# Emma Schenson
Emma Sofia Perpetua Schenson, née le 21 septembre 1827 et morte le 17 mars 1913, est une photographe et peintre suédoise. Elle est l'une des premières femmes photographes professionnelles en Suède,.

## Biographie
Née à Uppsala le 21 septembre 1827, Schenson est la fille de John Schenson, trésorier, et de Maria Magdalena Hahr, administratrice d'école. Il n'y a aucune trace de son éducation ou de la façon dont elle s'est familiarisée avec la photographie.
Dans les années 1860, elle ouvre un studio à Uppsala, devenant l'une des premières femmes photographes professionnelles de Suède et la première à établir une entreprise à Uppsala. Outre des photographies de la cathédrale d'Uppsala, elle réalise une série d'une vingtaine de tirages albuminés en hommage au botaniste suédois Carl von Linné (1707-1778). Dans les années 1880 et 1890, elle produit une autre série techniquement parfaite de la cathédrale montrant les progrès et les résultats des travaux de restauration. Les images révèlent non seulement ses compétences techniques, mais aussi son aptitude à positionner la caméra pour obtenir des images architecturalement excellentes. Bien que les négatifs de Schenson aient disparu, ses photographies de la cathédrale en réparation sont visibles dans un album à la bibliothèque universitaire.
Emma Schenson meurt à Uppsala le 17 mars 1913 et est enterrée au vieux cimetière d'Uppsala. Elle est connue comme l'une des premières femmes photographes professionnelles de Suède avec Rosalie Sjöman à Stockholm, Hilda Sjölin à Malmö et Wilhelmina Lagerholm à Örebro,.

## Galerie

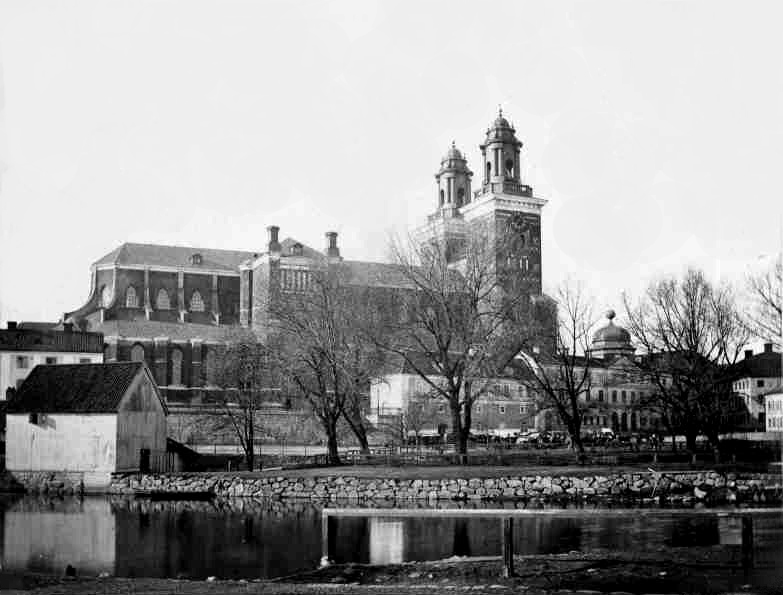
Cathédrale d'Uppsala (1860)
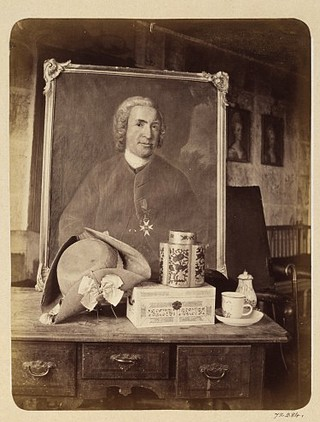
Carl von Linné (1864)
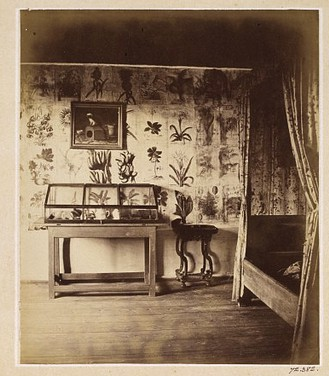
Chambre de Carl von Linné (1864)
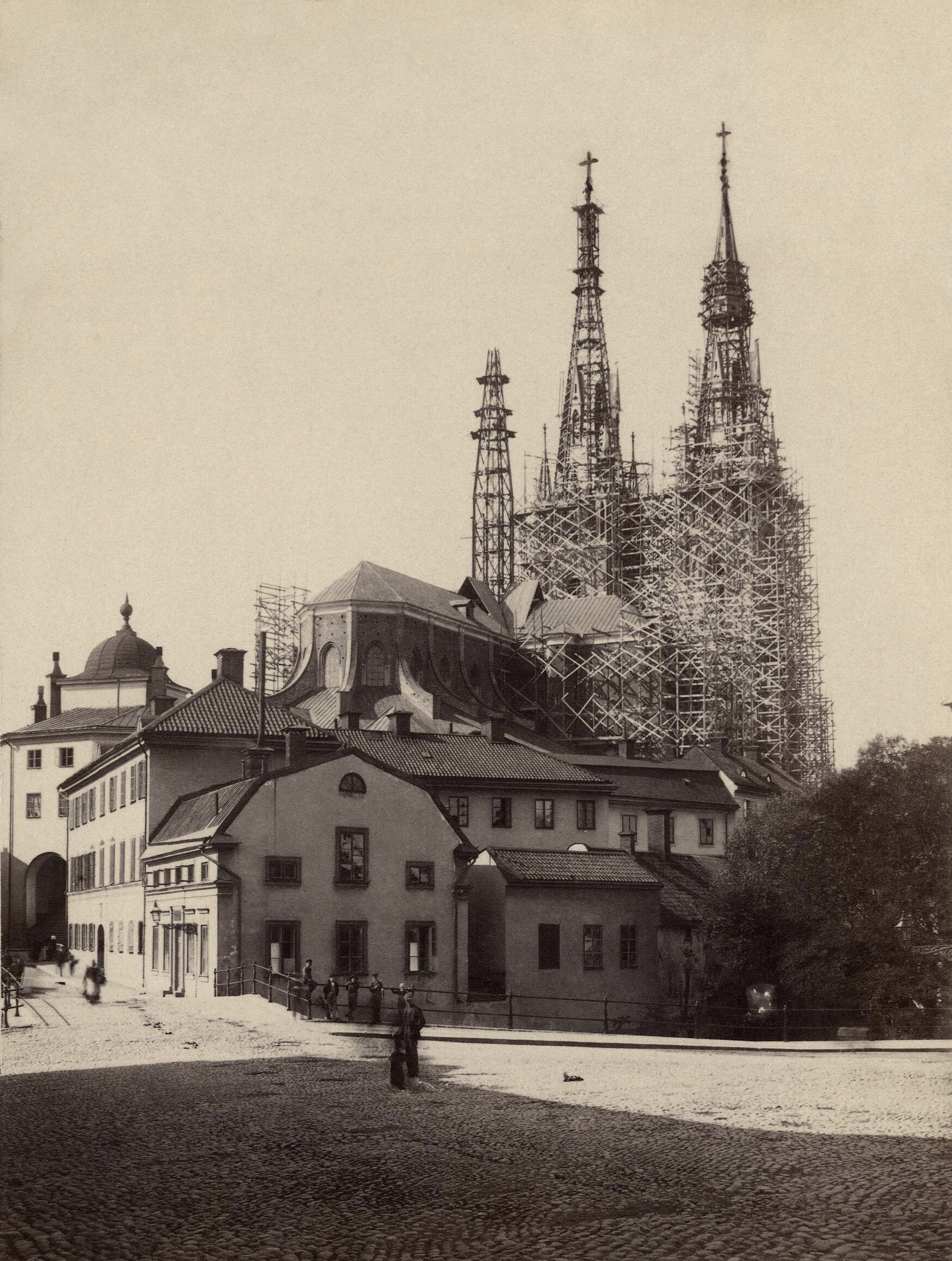
Restauration de la Cathédrale d'Uppsala (1889)
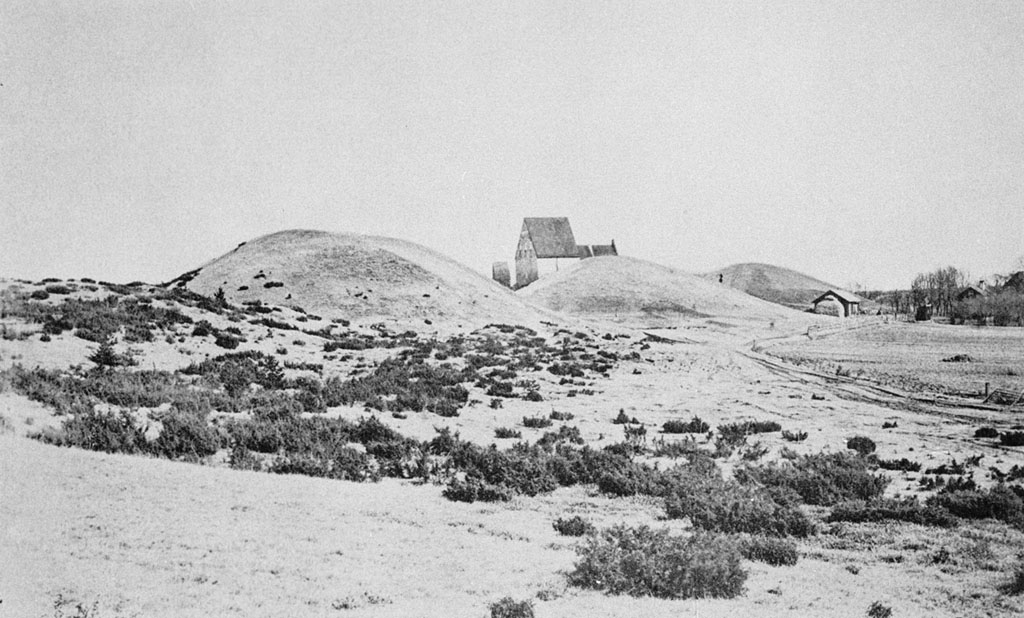
Uppsala Mounds (1895)